# Telfairia
Telfairia ist eine Pflanzengattung innerhalb der Familie der Kürbisgewächse (Cucurbitaceae). Die nur drei Arten kommen im tropischen Afrika vor. Zwei Arten werden regional als Nahrungspflanzen angebaut. 

## Beschreibung

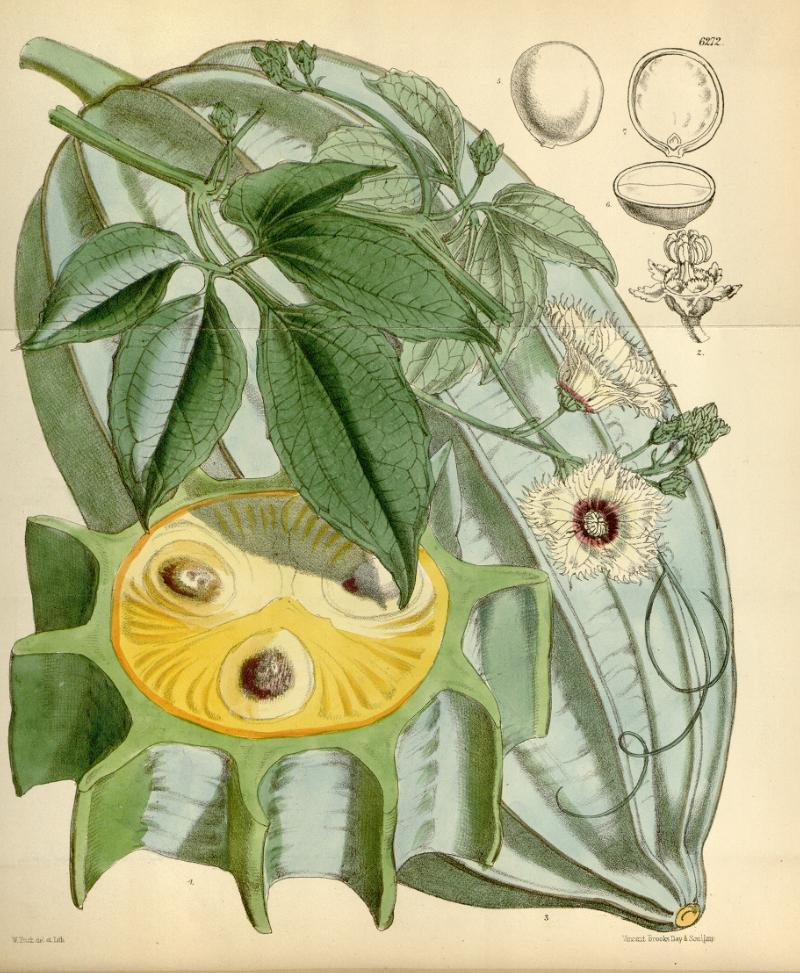
Illustration von Telfairia occidentalis

### Vegetative Merkmale
Telfairia-Arten wachsen als Lianen, die bis zur 30 Meter lang werden können. Sie besitzen drei- bis siebenfach fußförmig geteilte Blätter und zweiteilige Ranken. 

### Generative Merkmale
Telfairia-Arten sind zweihäusig getrenntgeschlechtig (diözisch). Vorblätter fehlen. Die Blüten sind relativ groß und purpurfarben.
Viele männlichen Blüten stehen in einem traubigen Blütenstand zusammen. Die Blütenröhre ist kurz und breit, die Kelchlappen gezähnt. Die fünf Kronblätter sind frei und mit langen Fäden ausgefranst. Sie besitzen fünf oder drei Staubblätter. Bei fünf sind alle bithekisch; bei drei besitzen zwei Staubblätter vier Theken und eines zwei Theken. Die Staubblätter sind nicht verbunden und setzen an der Blütenröhre an. Die Theken sind gerade oder leicht gebogen.
Die weiblichen Blüten stehen einzeln. Ihre Blütenhülle gleicht den männlichen. Der Fruchtknoten ist gerippt. Die zahlreichen Samenanlagen stehen horizontal. Die Narbe ist dreilappig.
Die relativ große, fleischige, gerippte Frucht öffnet sich mit zehn längsverlaufenden Klappen und enthält viele Samen. Die Samen sind relativ groß, breit-oval bis fast rund im Umriss, und flach. Sie sind in eine faserige Endokarp-Hülle gebettet.

## Systematik
Die Gattung Telfairia wurde 1827 durch William Jackson Hooker in Botanical Magazine, 54, Tafel 2751–2752 aufgestellt. Der Gattungsname Telfairia ehrt den irischen Arzt und Botaniker Charles Telfair (1778–1833).
Bei C. Jeffrey 2005 und Kocyan et al. 2007 wird die Gattung Telfairia zur Tribus Joliffieae in der Unterfamilie Cucurbitoideae innerhalb der Familie Cucurbitaceae gestellt. In der auf morphologischen Merkmalen basierenden Systematik von C. Jeffrey 2005 bildet die Gattung Telfairia zusammen mit Odosicyos die Subtribus Telfairiinae. Bei Kocyan et al. 2007 zeigen DNA-Sequenz-Analysen die Gattung Telfairia innerhalb der paraphyletischen Tribus Joliffeae als Schwestertaxon der Klade (Ampelosicyos + Tricyclandra + Odosicyos).
In die Gattung werden drei Arten gestellt:
- Telfairia batesii Keraudren: Sie ist nur vom Typusstandort aus Kamerun bekannt.[3]
- Telfairia occidentalis Hook.f.: Sie ist vom tropischen Westafrika bis ins Kongobecken verbreitet.
- Talerkürbis (Telfairia pedata (Sims) Hook., Syn.: Telfairia africana (Delile) A.Chev.): Er kommt im tropischen Ostafrika von Tansania bis zum südlichen Mosambik vor.